# Écrans mixtes
Festival Écrans Mixtes est un festival de cinéma queer, LGBT, qui se déroule à Lyon depuis 2011, dont la Dilcrah notamment est partenaire.

## L'association

### Histoire
Créée en 2007, Écrans Mixtes est une association loi 1901, reconnue d’intérêt général. Elle est alors un ciné-club mensuel autour des thématiques LGBTQI+.
En 2011, l'association est présidée par Cédric Denonfoux et coordonnée par Ivan Mitifiot.
Depuis 2016, l'association est présidée par Olivier Leculier. Ivan Mitifiot en assure la programmation et la direction artistique.
En 2022, le festival créé une compétition de longs métrages avec une dotation pour le vainqueur de 10 000 euros pour moitié au cinéaste, et l’autre moitié au distributeur qui le sortira en France.
En 2023, le festival crée le Prix honorifique Philippe Vallois qui récompense un film de la programmation pour son audace et sa liberté.

### Travail de mémoire
Une convention est signée avec Les Archives départementales du Rhône en 2017 pour le dépôt des archives papier du festival.
Depuis 2018, en partenariat avec l'Université Lumière-Lyon-II, un journal du festival est publié dont le rédacteur en chef est Didier Roth-Bettoni. La rédaction est assurée par les étudiants et étudiantes.
En 2022, une convention est signée avec le Centre audiovisuel Simone-de-Beauvoir pour le dépôt des archives vidéo du festival.

## Éditions

### Genèse et première édition (2011)
La première édition du festival Écrans Mixtes a eu lieu du 2 au 8 mars 2011
- Rétrospective : Gregg Araki, cinéaste américain du New Queer Cinema, dont certains films n'avaient encore jamais été projetés en France.
- Hommage aux cent ans de la naissance de Jean Genet
- Focus : New Queer Cinema
- Carte Blanche au collectif Middlegender
- Invitation au festival International du film de femmes de Créteil
- Invités : Philippe Vallois, Émilie Jouvet, Anthony Doncque, Vergine Keaton, Antoine Capliez, Collectif Middlegender, Anne Delrieu

### Deuxième édition:Rebelle Rebel(2012)
- Carte Blanche :  Céline Sciamma[2]
- Rétrospective :  John Waters
- Focus : Lionel Soukaz
- Célébration des vingt ans du film Les Nuits fauves, en présence de Corine Blue
- Invités : Céline Sciamma, Lionel Soukaz, Virginie Despentes, HPG, Pascal Alex Vincent, Nathalie Camidebach, Corine Blue

### Troisième édition:Sweet Transvestite(2013)
- Invité d'honneur et Carte Blanche : Denis Bortek
- Rétrospective : Sweet Transvestite
- Hommage : Jean Cocteau
- Concert de Denis Bortek et de son groupe Mister D and The Fangs
- Invités:  Denis Bortek, TK Kim, Johanna Hand, Subarna Thapa, Lizzie Saint Septembre, Chantal Poupaud, Ventura Pons, Henry Gidel, Hervé Chenais, Rémi Lange, la compagnie The Sweet Transvestites

### Quatrième édition (2014)
- Rétrospective : Kenneth Anger
- Marathon féministe et journée international des droits des femmes le 8 mars
- Carte Blanche au ciné-club Le 7° Genre
- Conférence Homosexualité et Hollywood par Anne Delabre
- Invités [3]: Marie-Pierre Pruvot dite Bambi, Philippe Barrassat, Louis Dupont, Anna Margerita Albelo dite La Chocha, Philippe Vallois, François Orenn, Anne Delabre

### Cinquième édition (2015)
- Invité d'honneur, rétrospective et carte blanche : Panos H. Koutras, cinéaste grec, invité pour sa première rétrospective en France
- Hommage : Werner Schroeter, conférence animée par Didier Roth-Bettoni
- Invités : Panos H. Koutras, Rémi Lange, Sophie Blondy, Thomas Polly, Vincent Boujon, Philippe Vallois, Jonathan Taieb, Andrey, Burganov, Association Les Dégommeuses, Frédéric Labonde

### Sixième édition (2016)
- Invité d'honneur et rétrospective : Alain Guiraudie pour sa première rétrospective intégrale en France
- Carte Blanche au festival In&Out de Nice
- Conférence : La question du Genre dans l'Allemagne pré-Nazi par Didier Roth-Bettoni
- Invités : Alain Guiraudie[4], Olivier Ducastel, Céline Sciamma, Nathan Nicholovitch, David d'Ingéo, Geoffrey Couët, François Nambot, Pascal Cervo, Rémi Lange, Chriss Lag, Benoît Arnulf

### Septième édition (2017)
L'association est dorénavant présidée par Olivier Leculier[réf. nécessaire].
- Invité d'honneur et Carte Blanche: Jonathan Caouette
- Focus : Patric Chiha
- Carte Blanche au festival Face à Face de Saint-Étienne
- Fenêtre sur les collections de La Cinémathèque française
- Invités : Jonathan Caouette, John Trengove, Patric Chiha, Sarah Santamaria-Mertens, Hervé Pichard, Karine Lhémon

### Huitième édition (2018)
- Le festival, dans une optique de professionnalisation, embauche comme coordinateur et directeur artistique Ivan Mitifiot, bénévole au festival jusqu'alors.
- Rétrospective et Carte Blanche: João Pedro Rodrigues
- Master class João Pedro Rodrigues animée par Jean-Sébastien Chauvin
- Master class Monika Treut animée par Jean-Sébastien Chauvin
- Carte Blanche au festival Queer Lisboa
- Célébration des vingt ans de Jeanne et le garçon formidable en présence de Virginie Ledoyen, Olivier Ducastel et Jacques Martineau.
- Invités[5] : João Pedro Rodrigues, Monika Treut, Bruce LaBruce, João Ferreira, Julia Solomonoff, Dominique Choisy, Christian Sonderegger, Jean-Sébastien Chauvin, Michèle Collery, Régine Abadia

### Neuvième édition (2019)
Le festival est accueilli dans une vingtaine de lieux dans sept villes.
- Invité d'honneur et rétrospective: James Ivory[7],[8], pour sa première rétrospective en France.
- Master class James Ivory animée par Gérard Lefort
- Invitée d'honneur et rétrospective : Marie Losier[9]
- Focus : Brésil Novo Queer Cinema
- Carte Blanche : Cinémathèque de Toulouse
- Carte Blanche au Festival Lovers de Turin
- Invités : James Ivory, Marie Losier, Rémi Lange[10], Camille Ducellier[11], Chriss Lag[12], Frédéric Labonde[13], Frédéric Bonnet, Denis Parrot, Cédric Le Gallo , Geoffrey Couët, David Baiot, Romain Lancry, Nicolas Gob, Irene Dionisio, Gérard Lefort, Franck Lubet

Chaque année, depuis 2019, dans le cadre du Festival du film jeune de Lyon (courts métrages réalisés par des moins de 28 ans), Écrans Mixtes remet le Prix Écrans Mixtes parmi les courts métrages queer qui sont proposés.
- Prix Écrans Mixtes 2019 : Harmonie des sens  de Martin Schrepel.
- Également retenu dans la sélection 2019 : Né du Tonnerre de Guillaume Chep.

### Dixième édition (2020)
- Bande-annonce réalisée par Pierre Trividic et Patrick Mario Bernard
- Invités d'honneur [14]:  John Waters[15],[16],[17],[18] (pour sa première venue à Lyon), André Téchiné, Pierre Trividic, Patrick Mario Bernard et Philippe Vallois
- Master class John Waters animée par Marie Losier
- Rétrospective : Pierre Trividic et Patrick Mario Bernard, Philippe Vallois
- Invitation et Carte Blanche à Océan
- Hommage à Barbara Hammer et Carole Roussopoulos.
- Carte Blanche à la Berlinale
- Soirée Rosa Von Praunheim
- Conférence Femmes de cinéma par Brigitte Rollet
- Invités : Gaël Morel, Stéphane Rideau, Gilles Taurand, Thierry Klifa, Sébastien Lifshitz, Gaston Re, Patric Chiha, Isabel Sandoval, Brigitte Rollet, Nicole Fernandez Ferrer, Sido Lansari, Martin Schrepel, Mélissandre Carrasco, Théo Abadie, Michaël Stütz, Daphné Leblond
- Prix Écrans Mixtes 2020 du Festival du film jeune de Lyon : Bon enfant de Thibaud Renzi.
- Également retenu dans la sélection 2020 : A Letter to my mother de Amina Maher.

### Onzième édition (2021)
Komitid est partenaire du festival, qui s'ouvre le 23 juin,. Cette année là, Isabelle Surply, une élue RN compare le festival à de la pornographie, rappelant que le festival a en 2018 publié une photo du réalisateur Bruce LaBruce, un godemichet à la main, et expliquant que la pornographie « est une drogue [et] fait des ravages émotionnels et affectifs dramatiques ».
- Bande-annonce réalisée par Yann Gonzalez[22],[23]
- Invités d'honneur et Rétrospective : Ulrike Ottinger et Gaël Morel[24],[25]
- Hommage à Delphine Seyrig
- Focus New Queer Cinema, Edition Female Gaze
- Cartes Blanches au festival Pink Screens de Bruxelles et au Festival du court métrage de Clermont-Ferrand.
- Prix Écrans Mixtes 2021 du Festival du film jeune de Lyon : Congenital de Saman Hosseinpour et Ako Zand-Karimi
- Mention spéciale : Marlon Brando de Vincent Tilanus

### Douzième édition (2022)
Écrans Mixtes lance sa première compétition internationale de longs métrages,. 8 films sont sélectionnés. Une dotation de 10 000 euros est donnée par Mastercard, partenaire du Grand prix du festival. Le jury est composé de Catherine Corsini, réalisatrice, Alexis Langlois, réalisateur, Jonas Ben Ahmed, comédien, Louise Chevillotte, comédienne, Franck Finance Madureira, journaliste. Un jury Pass culture est constitué.
- Bande-annonce réalisée par Alexis Langlois
- Invités d'honneur et Rétrospective : Catherine Corsini et Bertrand Mandico
- Hommage à Pier Paolo Pasolini
- Focus Maghribia Matrimonia
- Carte Blanche au festival Everybody's Perfect de Genève
- Invité spécial : Ninetto Davoli[28],[29]
- Exposition photographique Uccellacci e Uccelini
- Le Prix Écrans Mixtes du Festival Que du Feu est renommé « Prix Divine/ Écrans Mixtes » et est décerné à Too Rough de Sean Lìonadh
- Mention spéciale : King Max d'Adèle Vincenti-Crasson

Palmarès 2022
- Grand Prix Écrans Mixtes - Mastercard : Ultraviolette et le Gang des cracheuses de sang[31] de Robin Hunzinger
- Prix du jury : Silent Voice documentaire de Reka Valerik
- Prix d'interprétation ex æquo :
  - Kassia da Costa dans La Mif de Fred Baillif
  - Niv Nissim dans Sublet de Eytan Fox
- Prix du public : Ultraviolette et le Gang des cracheuses de sang de Robin Hunzinger
- Prix du jury Pass Culture : Instructions for Survival de Yana Ugrekhelidze

### Treizième édition (2023)
Pour la deuxième édition de la compétition internationale longs métrages, une dotation de 1 000 euros est donnée par MAIF, partenaire du Prix du public du festival.
Têtu réalise un journal vidéo quotidien du festival.
Le jury est composé de Panos H. Koutras, réalisateur, Marie Losier, réalisatrice, Manuel Blanc, comédien, Farida Rahouadj, comédienne, Jean-Marc Lalanne, journaliste.
- Bande-annonce réalisée par Monika Treut
- Affiche réalisée par Marie Losier
- Invités d'honneur et Rétrospective : Christophe Honoré[34] et Terence Davies
- Focus La Movida
- Carte Blanche à La Semaine de la Critique
- Invitations spéciales : Ventura Pons, Sébastien Lifshitz et Lionel Soukaz
- Exposition photographique La Movida et le cinéma
- Conférence La Movida madrileña : la révolution contre-culturelle de l'Espagne des années 80 par Jordi Macarro Fernández

Cette édition fut la première à accueillir deux services civiques au sein de l'équipe artistique.
Palmarès 2023
- Grand Prix Écrans Mixtes - Mastercard : Les Damnés ne pleurent pas de Fyzal Boulifa
- Prix du jury : Loup et chien (Lobo e Cão) de Claudia Varejão
- Prix d'interprétation ex æquo : Aïcha Tebbae et Abdellah El Hajjouji dans Les Damnés ne pleurent pas de Fyzal Boulifa
- Prix du public : À mon seul désir de Lucie Borleteau
- Prix du jury jeune Pass Culture : À mon seul désir de Lucie Borleteau
- Prix honorifique Philippe Vallois : All Our Fears de Lukasz Gutt et Lukasz Ronduda

### Quatorzième édition (2024)
Le festival s'est déroulé du 6 au 14 mars dans 24 lieux (cinémas, théâtre, bibliothèques…) de la métropole lyonnaise avec une sélection d’une soixantaine de films, dont huit longs métrages en compétition. L'ouverture et la clôture sont réalisées dans la plus grande salle du cinéma Comœdia. La Maison de la danse participe pour la première fois au festival.
- Rétrospective : Sébastien Lifshitz, cinéaste français, invité d'honneur[38].
- Rétrospective : Derek Jarman (1942-1994), artiste, acteur et cinéaste britannique.
- Hommage à Patrice Chéreau au Théâtre National Populaire avec la projection de L'Homme blessé en présence du comédien Jean-Hugues Anglade
- Carte Blanche à la Queer Palm
- Invitations spéciales : Lionel Soukaz, Philippe Vallois, François Zabaleta
- Une journée à La Maison de la danse : Atelier Drag King et Cabaret Drag King avec le collectif La Cousinade

Le jury est composé de Sébastien Lifshitz, réalisateur, Elene Naveriani, réalisateur·ice, Laure Giappiconi, comédienne, Didier Roth-Bettoni, auteur.
Palmarès 2024
- Grand Prix Écrans Mixtes - Mastercard : Fainéant.es de Karim Dridi
- Prix du jury et du public : Lesvia de Tzeli Hadjidimitriou
- Prix d'interprétation : Asha Smara Darra pour le film Sara d'Ismail Basbeth
- Prix du jury jeune Pass Culture : Rossosperanza de Annarita Zambrano
- Prix honorifique Philippe Vallois : Almamula de Juan Sebastián Torales ( Argentine)

### Quinzième édition (2025)
Le festival est programmé du 5 au 13 mars 2025.
Le jury sera présidé par Christine Vachon, productrice américaine, et composé de Iris Brey, journaliste et réalisatrice, Gio Ventura, acteur et réalisateur, Karim Dridi, réalisateur, Abdellah Taïa, écrivain et réalisateur.
- Rétrospective : Pier Paolo Pasolini, écrivain et réalisateur italien[40]
- Rétrospective : Sergueï Paradjanov, réalisateur soviétique[40]
- Invitation spéciale : Serge Avedikian
- Film d'ouverture : Talons aiguilles de Pedro Almodóvar
- Film de clôture : Habibi, chanson pour mes ami.e.s de Florent Gouëlou

Palmarès 2025
- Grand Prix Écrans Mixtes - Mastercard : Cidade; Campo de Juliana Rojas.
- Prix du public (longs métrages) : I Am Not Everything I Want to Be de Klàra Tasovska.
- Prix du jury (longs métrages): Fuga de Bénédicte Liénard et Mary Jimenez.
- Prix d'interprétation : Ricardo Teodoro pour le film Baby de Marcelo Caetano.
- Prix du jury jeune Pass Culture (longs métrages) :  I Am Not Everything I Want to Be de Klàra Tasovska.
- Prix du jury (courts-métrages) : You Can’t Cet What You Want But You Can Get Me de Samira Elagoz et Z Walsh et Queer Fighters of Ukraine d’Angelika Ustymenko.
- Prix du public (courts métrages) : Léa-Jade Horlier pour le film Na Marei, l’invisible.
- Prix du jury jeune Pass Culture (courts métrages) :  Nous les prochains de Florent Gouëlou.
- Prix honorifique Philippe Vallois : Reas de Lola Arias